# Чемпіонат світу з кросу 1996
Чемпіонат світу з кросу 1996 приймав 23 березня Кейптаун.
Траса змагань була прокладена на стадіоні імені Дені Крейвена, що в Стелленбоші.
Місце кожної країни у командному заліку серед дорослих чоловічих команд визначалося сумою місць, які посіли перші шестеро спортсменів цієї країни. При визначенні місць дорослої жіночої та обох юніорських команд брались до уваги перші чотири результати відповідно.

## Чоловіки
| Першість | Золото | Золото                             | Срібло | Срібло                          | Бронза | Бронза                            |
| -------- | --- | ---------------------------------- | --- | ------------------------------- | --- | --------------------------------- |
| Особиста | Пол Тергат Кенія | 33.44                              | Салех Гіссу Марокко | 33.56                           | Ісмаель Кіруї Кенія | 33.57                             |
| Командна | КеніяПол Тергат Ісмаель Кіруї Пол Коеч Джозеф Кімані Вільям Кіптум Джозфат Мачука Стівен Кіпкорір Джеймс Сонгок Джеймс Каріукі | 33 очки1 3 4 6 9 10 (14) (23) (61) | МароккоСалех Гіссу Халід Сках Ісмаїл Сгір Абдеррахім Зітуна Мустафа Бамух Халід Буламі Мохамед Іссангар Абделязіз Сахере Брахім Буламі | 992 7 8 13 29 40 (52) (54) (78) | ЕфіопіяХайле Гебрселассіє Абрахам Ассефа Хабте Джіфар Фіта Баїсса Аєле Мезгебу Чалія Келеле Гірма Тола Н Урге Тесфає Тафа | 1075 11 17 18 21 35 (39) (71) DNF |

a  Регламент змагань не передбачав вручення медалі за підсумками командного заліку тим спортсменам, які не дістались фінішу.
| Першість | Золото                                                                                  | Золото                 | Срібло                                                                                       | Срібло               | Бронза                                                                         | Бронза             |
| -------- | --------------------------------------------------------------------------------------- | ---------------------- | -------------------------------------------------------------------------------------------- | -------------------- | ------------------------------------------------------------------------------ | ------------------ |
| Особиста | Девід Челуле Кенія                                                                      | 24.06                  | Ассефа Мезґебу Ефіопія                                                                       | 24.19                | Семюел Чепкок Кенія                                                            | 24.24              |
| Командна | КеніяДевід Челуле Самуель Чепкок Елайджа Корір Чарльз Квамбаї Гідеон Мітеї Патрік Івуті | 13 очок1 3 4 5 (7) (9) | ЕфіопіяАссефа Мезґебу Мізан Мехарі Мілліон Вольде Алемаєху Лемма Сісай Безабех Геремеу Хайле | 262 6 8 10 (13) (28) | МароккоАзіз Дріуш Абдерахман Чмаїті Рашид Амруг Рашид Булахдід Ахмед Еззобайрі | 9414 19 20 41 (47) |

## Жінки
| Першість | Золото                                                                                  | Золото                    | Срібло                                                                       | Срібло                | Бронза                                                                                       | Бронза                 |
| -------- | --------------------------------------------------------------------------------------- | ------------------------- | ---------------------------------------------------------------------------- | --------------------- | -------------------------------------------------------------------------------------------- | ---------------------- |
| Особиста | Гете Вамі Ефіопія                                                                       | 20.12                     | Роуз Черуйот Кенія                                                           | 20.18                 | Наомі Муго Кенія                                                                             | 20.21                  |
| Командна | КеніяРоуз Черуйот Наомі Муго Джейн Нгото Саллі Барсосіо Флоренс Барсосіо Лорна Кіплагат | 24 очки2 3 8 11 (15) (80) | ЕфіопіяГете Вамі Дерарту Тулу Берхане Адере Гете Урге Аша Гігі Елфенеш Алему | 441 4 10 29 (43) (57) | РумуніяГабріела Сабо Юлія Негуре Елена Фідатов Мар'яна Кіріле Вйоріка Гікан Лелья Деселнеску | 709 12 17 32 (38) (41) |

| Першість | Золото                                                                        | Золото              | Срібло                                                                                        | Срібло               | Бронза                                                                            | Бронза                  |
| -------- | ----------------------------------------------------------------------------- | ------------------- | --------------------------------------------------------------------------------------------- | -------------------- | --------------------------------------------------------------------------------- | ----------------------- |
| Особиста | Кутре Дулеча Ефіопія                                                          | 13.27               | Аннемарі Санделл Фінляндія                                                                    | 13.32                | Джоан Аябеї Кенія                                                                 | 13.35                   |
| Командна | КеніяДжоан Аябеї Ненсі Кіпроно Една Кіплагат Елізабет Чептануї Керолайн Тарус | 21 очко3 4 5 9 (10) | ЕфіопіяКутре Дулеча Етафераху Тарекеньє Шура Хотеса Аєлеч Ворку Сентаєху Фікре Зенебеч Тадесе | 261 6 8 11 (12) (14) | ЯпоніяКодзіма Еміко Хата Юка Хасімото Томоко Йосімура Каорі Като Емі Івасіта Аюмі | 7015 16 17 22 (63) (64) |

## Медальний залік
| Місце               | Країна              | Золото | Срібло | Бронза | Загалом |
| ------------------- | ------------------- | ------ | ------ | ------ | ------- |
| 1                   | Кенія               | 6      | 1      | 4      | 11      |
| 2                   | Ефіопія             | 2      | 4      | 1      | 7       |
| 3                   | Марокко             | 0      | 2      | 1      | 3       |
| 4                   | Фінляндія           | 0      | 1      | 0      | 1       |
| 5                   | Румунія             | 0      | 0      | 1      | 1       |
| 5                   | Японія              | 0      | 0      | 1      | 1       |
| Загалом (6 збірних) | Загалом (6 збірних) | 8      | 8      | 8      | 24      |

## Українці на чемпіонаті
Україна була представлена на чемпіонаті лише чоловічою командою у дорослій віковій категорії, яка з 942 очками посіла 19 місце у командному заліку.
| Атлет                                    | Місце |
| ---------------------------------------- | ----- |
| Валерій Чесак Дніпропетровська область   | 97    |
| Віктор Карпенко Київ                     | 144   |
| Олександр Кузін Дніпропетровська область | 150   |
| Сергій Лебідь Дніпропетровська область   | 154   |
| Ігор Сидоренко Харківська область        | 190   |
| Андрій Гладишев Київська область         | 207   |

## Відео
- Підсумки чемпіонату на YouTube